# ISO 3166-2:PS
کد ISO 3166-2:PS بخشی از استاندارد ایزو ۳۱۶۶ برای کشور سرزمین‌های فلسطینی است که توسط سازمان بین‌المللی استانداردسازی ISO تنظیم شده است این سازمان، کدهای استاندارد را برای تقسیمات کشوری (ایالتها یا استانهای) کشورهای فهرست شده در استاندارد ایزو ۳۱۶۶-۱ تعریف می‌کند.
هر کد شامل دو بخش می‌گردد که توسط علامت - جدا می‌گردند.
- بخش نخست PS که در ایزو ۳۱۶۶-۱ آلفا-۲ کد کشور سرزمین‌های فلسطینی است.
- بخش دوم شامل یک یا دو یا سه حرف است که بیان کننده استان یا ایالت کشور سرزمین‌های فلسطینی می‌باشد.